# Lempzours
Die französische Gemeinde Lempzours, okzitanisch Lemzor, liegt im Norden des Départements Dordogne in der Region Nouvelle-Aquitaine (vor 2016 Aquitanien). Sie hat 133 Einwohner (Stand 1. Januar 2022) und ist eine der zehn Gemeinden des Kantons Thiviers im Arrondissement Nontron. Zuständiger Gemeindeverband ist die Communauté de communes Périgord-Limousin. Die Einwohner werden als Lempzouriens bzw. als Lempzouriennes bezeichnet.

## Etymologie
Die Herkunft des Ortsnamens Lempzours, okzitanisch Lemzor, liegt im Dunkeln. Möglicherweise besteht eine Verbindung mit dem okzitanischen Wort linjoira (franz. lanière) mit der Bedeutung Saum, Rand, Waldrand (bzw. mit dem Lateinischen limites - Grenzen).

## Geographie

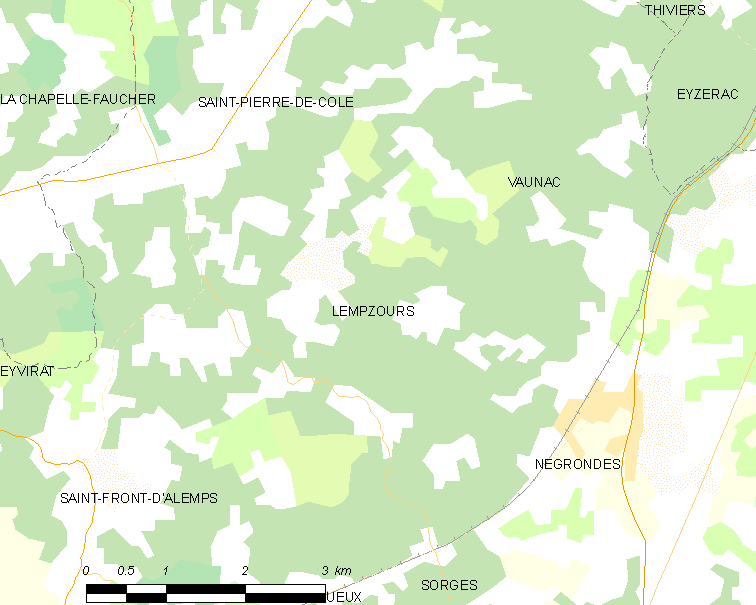
Lagekarte von Lempzours

Die Gemeinde Lempzours – eine Gemeinde des nördlichen Périgord central – liegt 14 Kilometer östlich von Brantôme und zehn Kilometer südwestlich von Thiviers entfernt (Luftlinie). Sie befindet sich im Périgord vert, gehört aber schon dem Übergangsbereich zum Périgord blanc an. Sie wird bereits vom Einzugsgebiet der Stadt Périgueux berührt – etwa 23 Kilometer weiter südsüdwestlich gelegen.
Lempzours wird von folgenden Nachbargemeinden umgeben:
| Saint-Pierre-de-Côle | Saint-Pierre-de-Côle                        | Vaunac    |
| Saint-Pierre-de-Côle | Kompassrose, die auf Nachbargemeinden zeigt | Négrondes |
| Saint-Front-d’Alemps | Saint-Front-d’Alemps                        | Négrondes |

Neben dem Ortskern besteht die Gemeinde aus folgenden Weilern, Gehöften, Ziegeleien, Schlössern und einem Herrensitz:
Beaulieu, Blanchardie, Bosvert, Centre Équestre Pierre-Edmond, Château de Feydoux, Fauconnie, Foncrause, Imbord, La Coudercherie, La Cure, La Doretie, La Forêt, La Guionie, La Prairie, La Rivarie, La Vaure, Le Château Reynaud, Les Jarthes, Les Renaudies, Les Roules, Les Tuileries, Pierre-Edmond, Pioriol, Plante-Fève, Termes, Terrassonie und Tuilerie des Roules.
Der topographisch tiefste Punkt im Gemeindegebiet von Lempzours mit 137 Meter über dem Meeresspiegel befindet sich an der Nordecke im linken Seitental der Côle. Der höchste Punkt mit 232 Metern wird an zwei Stellen angetroffen – bei Fauconnie im Südosten und bei Chef de la Lande (Gemeinde Vaunac) im Osten. Der maximale Höhenunterschied beträgt 95 Meter, die durchschnittliche Meerhöhe 185 Meter. Das Rathaus kommt auf 164 Meter zu liegen.
Die Gemeinde besitzt eine Gesamtfläche von 10,87 Quadratkilometer.

### Verkehrsanbindung
Der Ortskern von Lempzours liegt abseits größerer Verkehrswege. Er kann über Kommunalstraßen von Saint-Pierre-de-Côle im Nordosten (Anbindung an die D 78 von Brantôme nach Thiviers) oder von Négrondes im Südosten erreicht werden (Anbindung an die N 21 von Limoges nach Périgueux).

### Bodenbedeckung

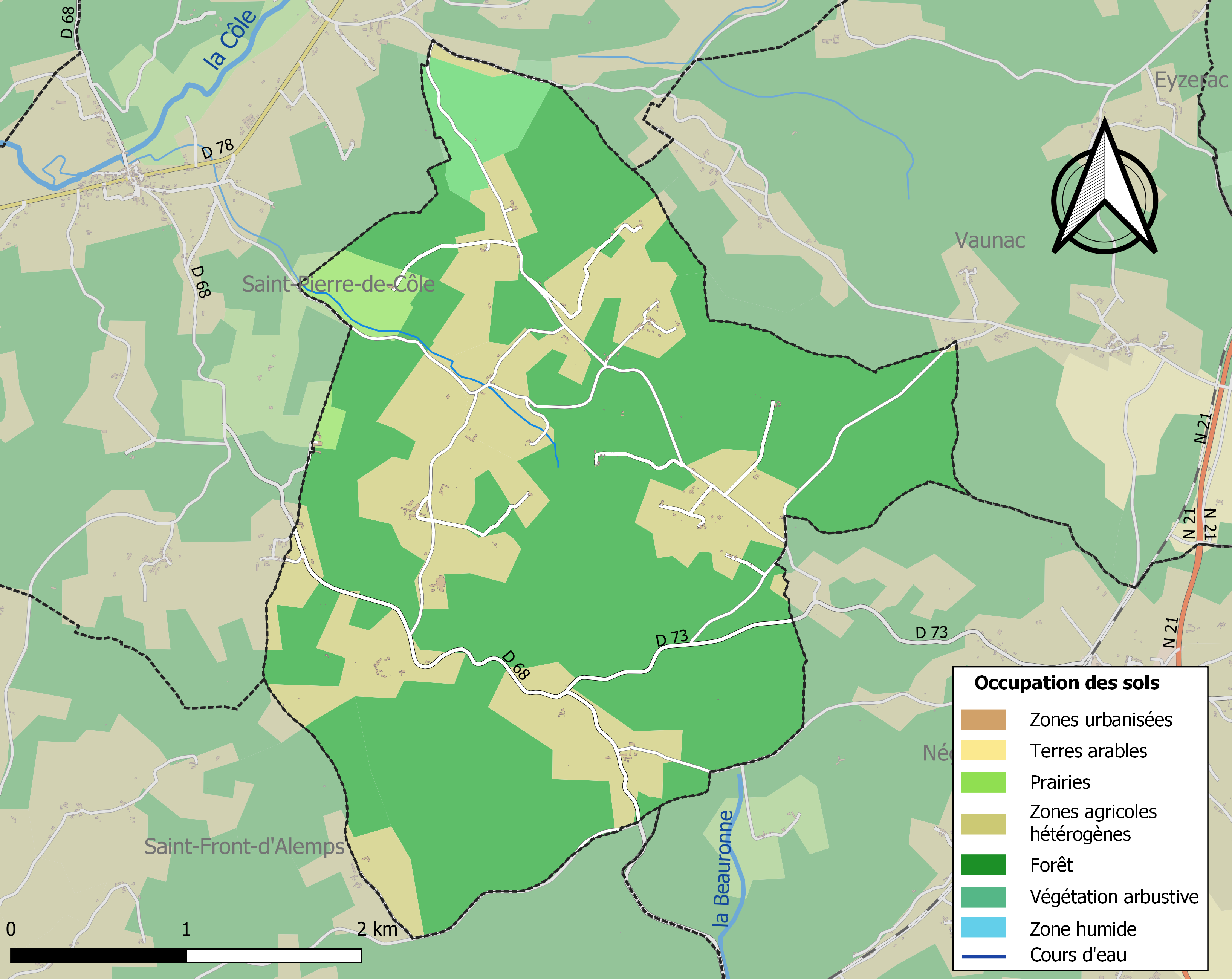
Bodenbedeckung in der Gemeinde Lempzours

Die Bodenbedeckung der Gemeinde Lempzours schlüsselt sich im Jahr 2018 gemäß der europäischen Datenbank CORINE Land Cover (CLC) wie folgt auf:
- Wälder oder seminaturelle Ländereien – 66,6 %
- heterogene landwirtschaftliche Nutzung – 28,2 %
- Buschwerk – 2,8 %
- Wiesen – 2,4 %.

Die forstwirtschaftliche Nutzung steht mit 69,4 % eindeutig im Vordergrund. Sie ist gegenüber 1990 mit 70,2 % nur leicht zurückgegangen.

## Klima
Das Klima ist gemäßigt; Regen (955 mm/Jahr) fällt übers Jahr verteilt. Die Gemeinde besitzt ein abgeschwächtes ozeanisches Klima mit gemäßigtem Sommer (Cfb nach Köppen und Geiger), das sich durch folgende Parameter auszeichnet:
| Klimaparameter im Zeitraum 1971–2000 |
| --- |
| - Jahresmittel: 11,9 °C - Anzahl der Tage unter −5 °C: 3,4 - Anzahl der Tage oberhalb 30 °C: 6,7 - Maximum im Tages-Temperaturunterschied: 14,7 °C - Jahresniederschlag: 955 mm - Niederschlagstage im Januar: 13,2 - Niederschlagstage im Juli: 7,2 |

Durch den Klimawandel zeichnen sich Erhöhungen im Jahresmittel ab, die sich bereits auch bemerkbar machen. So ist beispielsweise an der 60 Kilometer entfernten Wetterstation in Brive das langjährige Jahresmittel von 12,7 °C für 1971–2000 über 12,7 °C für 1981–2010 auf 13,0 °C für 1991–2020 angestiegen – ein Zuwachs um 0,3 °C innerhalb von 20 Jahren.

## Hydrographie

Hydrographische Karte von Lempzours

Hauptfluter der Gemeinde ist die nach Nordwesten fließende Rase, ein linker, zeitweilig austrocknender Seitenarm der Côle. Im Norden reicht das Gemeindegebiet gerade noch an einen nach Westen entwässernden, linken Seitenzweig der Côle heran, welcher ebenfalls vorübergehend trockenfällt. Eine linksseitige Aufspaltung dieses Seitenzweigs bildet über knapp 2 Kilometer die Nordostgrenze zu Vaunac.
Die Côle und ihre Seitenarme gehören zum Flusssystem Isle-Dronne.
Die Gesamtlänge des Entwässerungsnetztes in der Gemeinde Lempzours beträgt nur 2 Kilometer.

## Geologie

Geologische Karte der Gemeinde Lempzours

Der geologische Aufbau der Gemeinde Lempzours ist relativ einfach und besteht aus flach liegender Oberkreide des nördlichen Aquitanischen Beckens (Einfallswinkel 6° nach Südsüdost), die weitgehend von pleistozänen Hüllsedimenten verdeckt wird. Aufgeschlossen sind Angoumien (Rudistenkalke) und Coniacium (Fossilkalke). Bei den Hüllsedimenten handelt es sich um Flussschotter und deren kolluvialen Umlagerungsprodukten.
Das Untere Angoumien (Formation c3b) steht nur an der Nordwestecke an. Das Obere Angoumien (Formation c3c) säumt das Tal der Rase und findet sich auch entlang des Seitentals an der Nordgrenze sowie bei Imbord. Auch der Ortskern liegt auf Oberem Angoumien. Das darüberfolgende Coniacium (Formation c4) wird an der Rase und in kleinen, isolierten Vorkommen angetroffen.
Die Hüllsedimente nehmen gut 80 % des Gemeindegebiets in Anspruch, wobei die Flussschotter der Formation Fs die Hochlagen im Osten und im Zentrum aufbauen. Die kolluvialen Umlagerungsprodukte der Formation CF enthalten Gerölle und dürften sich zum Großteil aus den Flussschottern entwickelt haben. Würmeiszeitlicher Hangschutt (Formation GP) bildet die Talfüllung des nördlichen Seitentals der Côle. Rezentes Alluvium der Formation K hat sich in der Talniederung der Rase abgelagert.
Toneinschaltungen in den Hüllsedimenten wurden als Rohstoff für die örtlichen Ziegeleien abgebaut.

## Naturrisiken

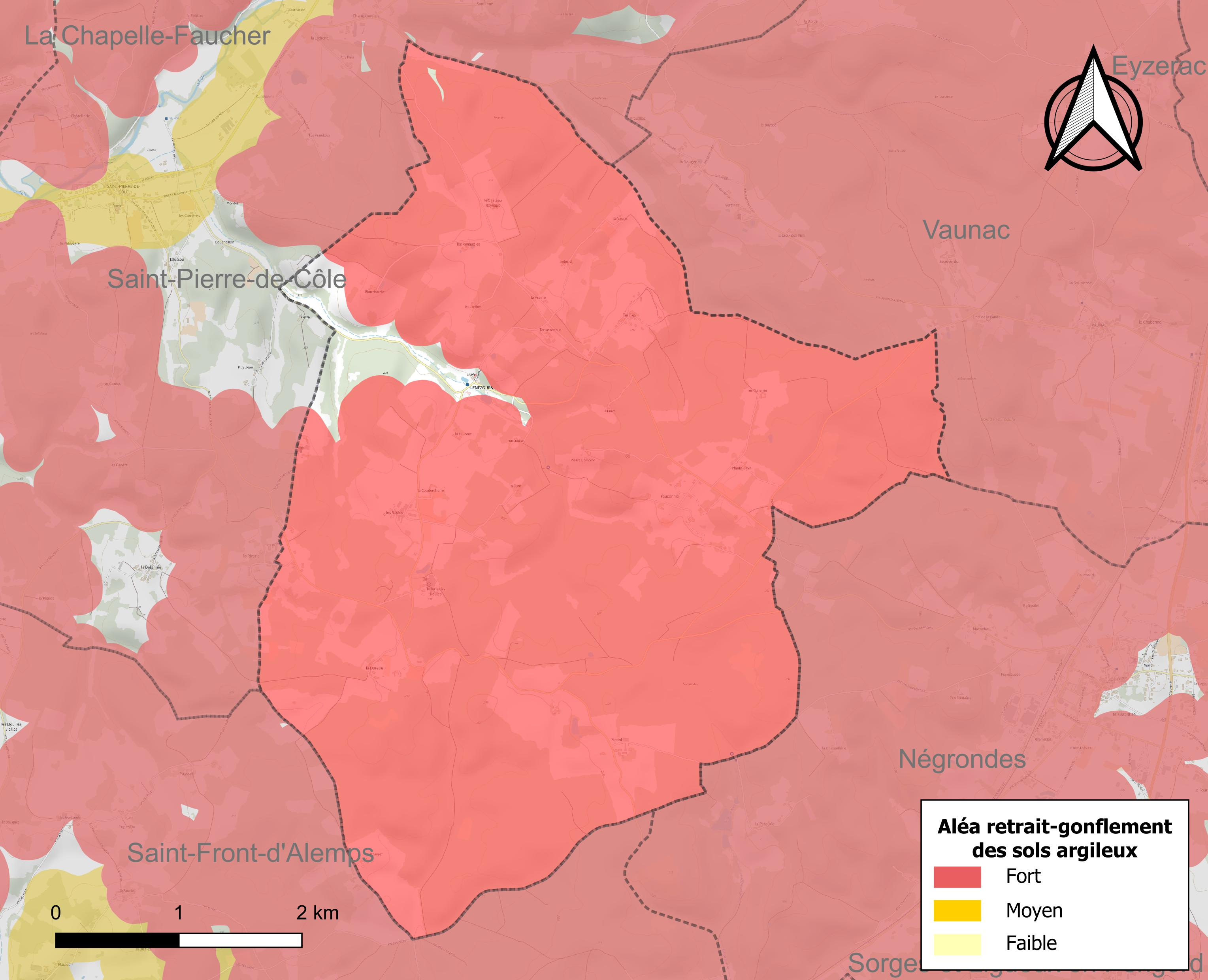
Risikokarte des Quellungs/Schrumpfungsverhältnisses von Tonmineralen in Böden für Lempzours

Naturrisiken manifestieren sich in Lempzours als
- Überschwemmungen und den mit ihnen assoziierten Schlammströmen und Hangrutschungen an der Rase
- Dürren
- Stürme
- Bodensetzungen.

In den Jahren 1982 und 1999 (insbesondere 1999) kam es aufgrund erhöhter Niederschläge zu Überschwemmungen, größeren Bodenbewegungen und Rutschungen.
Dürrejahre waren 1992, 1997, 2003 und 2011. In diesen Jahren herrschte erhöhte Waldbrandgefahr.
Ein herausragendes Wintersturmereignis war das Sturmtief Martin im Dezember 1999, das enorme Schäden an den Wäldern und auch an der Infrastruktur hinterließ. Die Zerstörungen in den Wäldern sind selbst im Jahr 2022 noch zu erkennen.
Wie die Risikokarte zeigt, ist Lempzours stark von der Gefahr durch Bodensetzungen betroffen, die Gefahren konzentrieren sich hierbei auf Böden des Kolluviums. Die Talungen der Rase und anstehende Oberkreide sind hiervon ausgenommen.
Die Erdbebengefahr ist als relativ niedrig einzustufen, am Westrand des Massif Central sind recht seltene Beben der Stärke 3 auf der Richterskala bekannt.

## Geschichte
Im Gemeindegebiet von Lempzours wurden prähistorische Funde gemacht, auch einige Spuren aus der gallorömischen Epoche sind erhalten. In der Nähe der romanischen Ortskirche Notre-Dame aus dem Zwölften Jahrhundert wurden Überreste merowingischer Gräber entdeckt. Das Schloss Château de Feydoux und der Herrensitz Manoir de la Guionie stammen aus dem Siebzehnten Jahrhundert.

## Bevölkerungsentwicklung
| Jahr | Einwohner |  |
| 1962 | 177       |  |
| 1968 | 155       |  |
| 1975 | 139       |  |
| 1982 | 123       |  |
| 1990 | 121       |  |
| 1999 | 111       |  |
| 2004 | 123       |  |
| 2006 | 120       |  |
| 2008 | 144       |  |
| 2009 | 156       |  |
| 2014 | 137       |  |
| 2016 | 133       |  |
| 2019 | 137       |  |
| 2020 | 136       |  |

Quelle: INSEE
Die Bevölkerungszahlen in Lempzours waren bis 1999 rückläufig, sie stiegen aber dann bis 2009 wieder stark an. Seitdem sind sie wieder am Zurückgehen.
Die höchste Bevölkerungszahl hatte Lempzours im Jahr 1793 mit 423 Einwohnern.
Die Gemeinde Lempzours hat die wenigsten Einwohner, die geringste Bevölkerungsdichte und die kleinste Gesamtfläche im Kanton Thiviers. Die Bevölkerungsdichte beträgt 12,5 Einwohner/Quadratkilometer.

## Verwaltung
Bürgermeister von Lempzours ist seit 2008 die parteilose Thérèse Chassain, die im Mai 2020 wiedergewählt wurde.

## Präsidentschaftswahlen 2022
| Kandidaten                       | Kandidaten            | Parteien                      | Parteien            | 1. Wahlgang | 1. Wahlgang | 2. Wahlgang | 2. Wahlgang |
| Kandidaten                       | Kandidaten            | Parteien                      | Parteien            | Stimmen     | %           | Stimmen     | %           |
| -------------------------------- | --------------------- | ----------------------------- | ------------------- | ----------- | ----------- | ----------- | ----------- |
|                                  | Marine Le Pen         | Front national                | FN                  | 33          | 34,37 %     | 46          | 56,79 %     |
|                                  | Emmanuel Macron       | En marche !                   | EM                  | 13          | 13,54 %     | 35          | 43,21 %     |
|                                  | Jean-Luc Mélenchon    | Front de gauche               | FDG                 | 22          | 22,92 %     |             |             |
|                                  | Éric Zemmour          | Reconquête                    |                     | 4           | 4,17 %      |             |             |
|                                  | Valérie Pécresse      | Les Républicains              | LR                  | 2           | 2,08 %      |             |             |
|                                  | Jean Lassalle         | Résistons !                   | R                   | 4           | 4,17 %      |             |             |
|                                  | Anne Hidalgo          | Parti socialiste              | PS                  | 1           | 1,04 %      |             |             |
|                                  | Fabien Roussel        | Parti communiste français     | PC                  | 9           | 9,37 %      |             |             |
|                                  | Nicolas Dupont-Aignan | Debout la République          | DLR                 | 4           | 4,17 %      |             |             |
|                                  | Yannick Jadot         | Europe Écologie-Les Verts     | EELV                | 4           | 4,17 %      |             |             |
|                                  | Nathalie Arthaud      | Lutte Ouvrière                | LO                  | 0           | 0,00 %      |             |             |
|                                  | Philippe Poutou       | Nouveau Parti anticapitaliste | NPA                 | 0           | 0,00 %      |             |             |
|                                  |                       |                               |                     |             |             |             |             |
| Gesamt                           | Gesamt                | Gesamt                        | Gesamt              | 96          | 100 %       | 81          | 100 %       |
|                                  |                       |                               |                     |             |             |             |             |
| Gültige Stimmen                  | Gültige Stimmen       | Gültige Stimmen               | Gültige Stimmen     | 96          | 96,97 %     | 81          | 89,01 %     |
| Ungültige Stimmen                | Ungültige Stimmen     | Ungültige Stimmen             | Ungültige Stimmen   | 3           | 3,03 %      | 10          | 10,99 %     |
| Wahlbeteiligung                  | Wahlbeteiligung       | Wahlbeteiligung               | Wahlbeteiligung     | 99          | 88,39 %     | 91          | 80,53 %     |
| Enthaltungen                     | Enthaltungen          | Enthaltungen                  | Enthaltungen        | 13          | 11,61 %     | 22          | 19,47 %     |
| Registrierte Wähler              | Registrierte Wähler   | Registrierte Wähler           | Registrierte Wähler | 112         |             | 113         |             |
|                                  |                       |                               |                     |             |             |             |             |
| Quelle: Ministère de l'Intérieur |                       |                               |                     |             |             |             |             |

Die Präsidentschaftswahlen 2022 in Lempzours konnte Marine Le Pen ziemlich deutlich für sich entscheiden. Im ersten Wahlgang hatte Jean-Luc Mélenchon hinter Marine Le Pen zwar noch die zweitmeisten Stimmen erhalten, war aber dann auf nationaler Ebene für die Stichwahl im zweiten Wahlgang ausgeschieden.

## Wirtschaft

### Beschäftigung
Im Jahr 2015 betrug die erwerbsfähige Bevölkerung zwischen 15 und 64 Jahren 49 Personen (36,3 % der Gesamtbevölkerung). Als arbeitslos waren 7 Personen gemeldet (dieselbe Anzahl wie im Jahr 2010), die Arbeitslosigkeit belief sich somit auf 14,0 %.

### Unternehmen
Am 31. Dezember 2015 waren in der Gemeinde Lempzours 13 Unternehmen angesiedelt, davon 9 in Handel, Transport und Dienstleistungen, 1 in Landwirtschaft, Forst oder Fischerei, 1 in Verwaltung, Bildung, Gesundheit oder Sozialhilfe und 1 im Baugewerbe.

## Sehenswürdigkeiten
- Ortskirche Notre-Dame, Monument historique seit 1938.
- Château de Feydoux, 17. Jahrhundert.
- Château Reynaud.
- Manoir de la Guionie, 17. Jahrhundert.
- Castel de la Coudercherie.

## Photogalerie

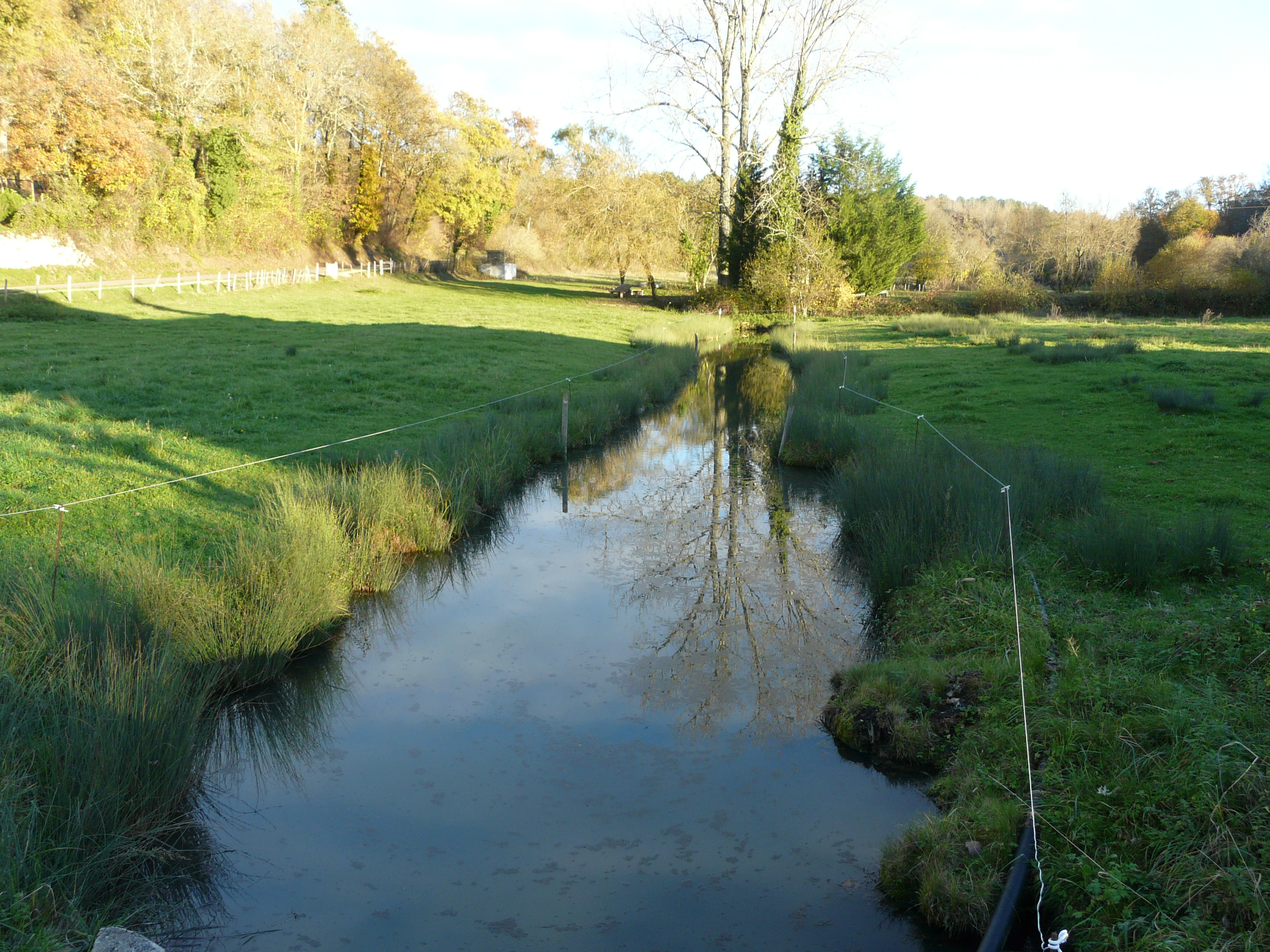
Tal der Rase in der Nähe des Ortskerns
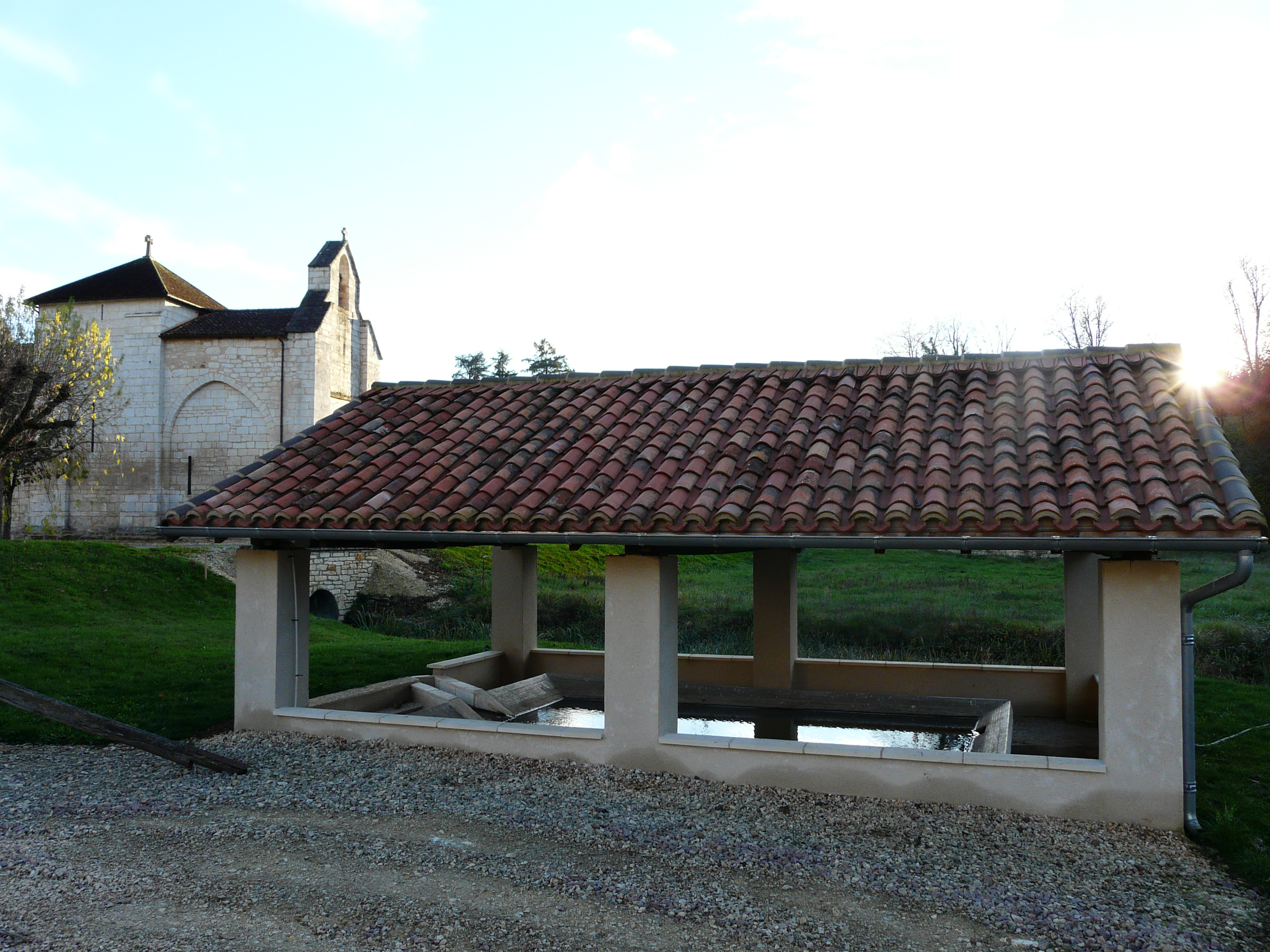
Waschhaus, dahinter die Ortskirche
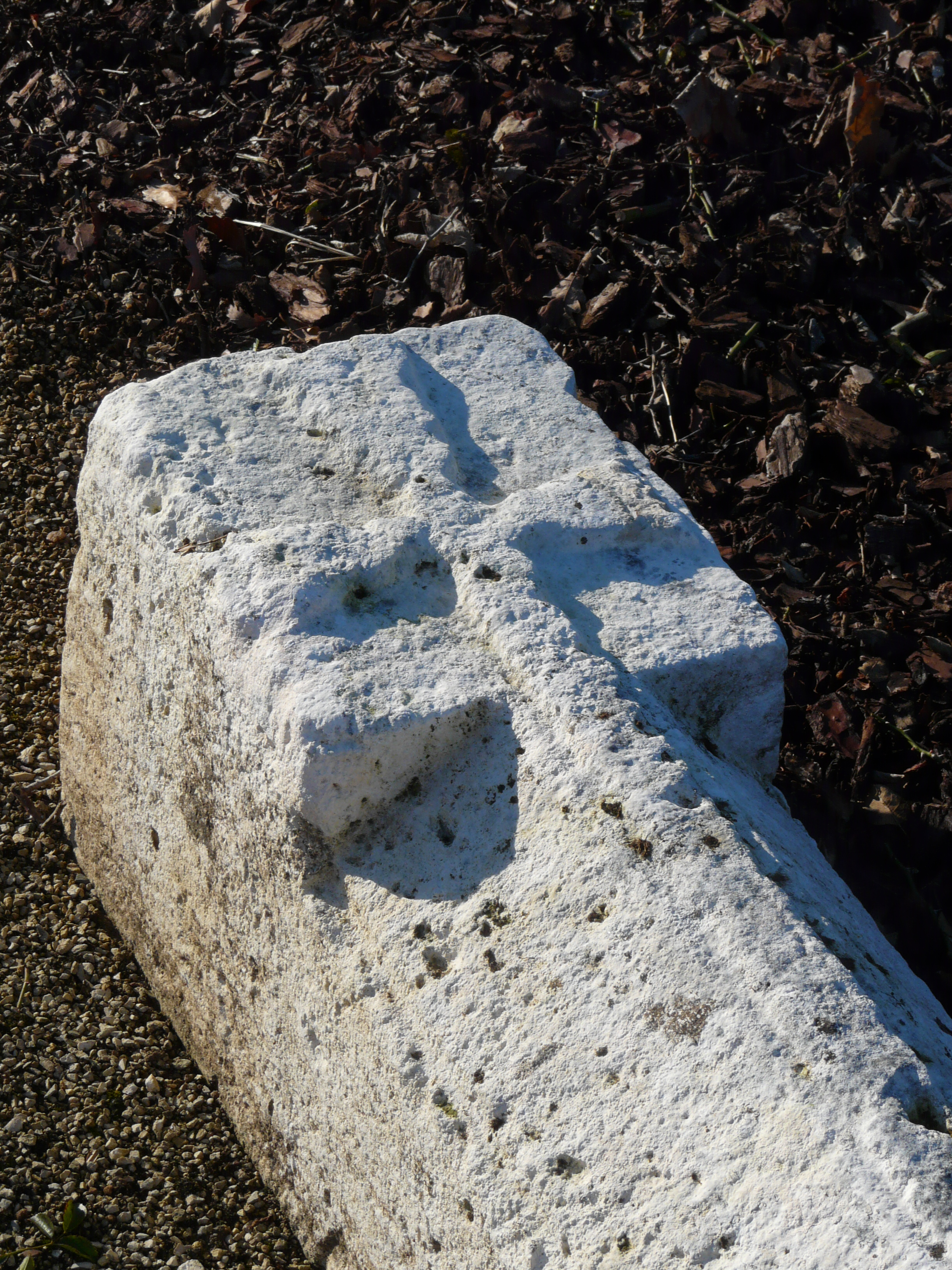
Merowingischer Grabstein
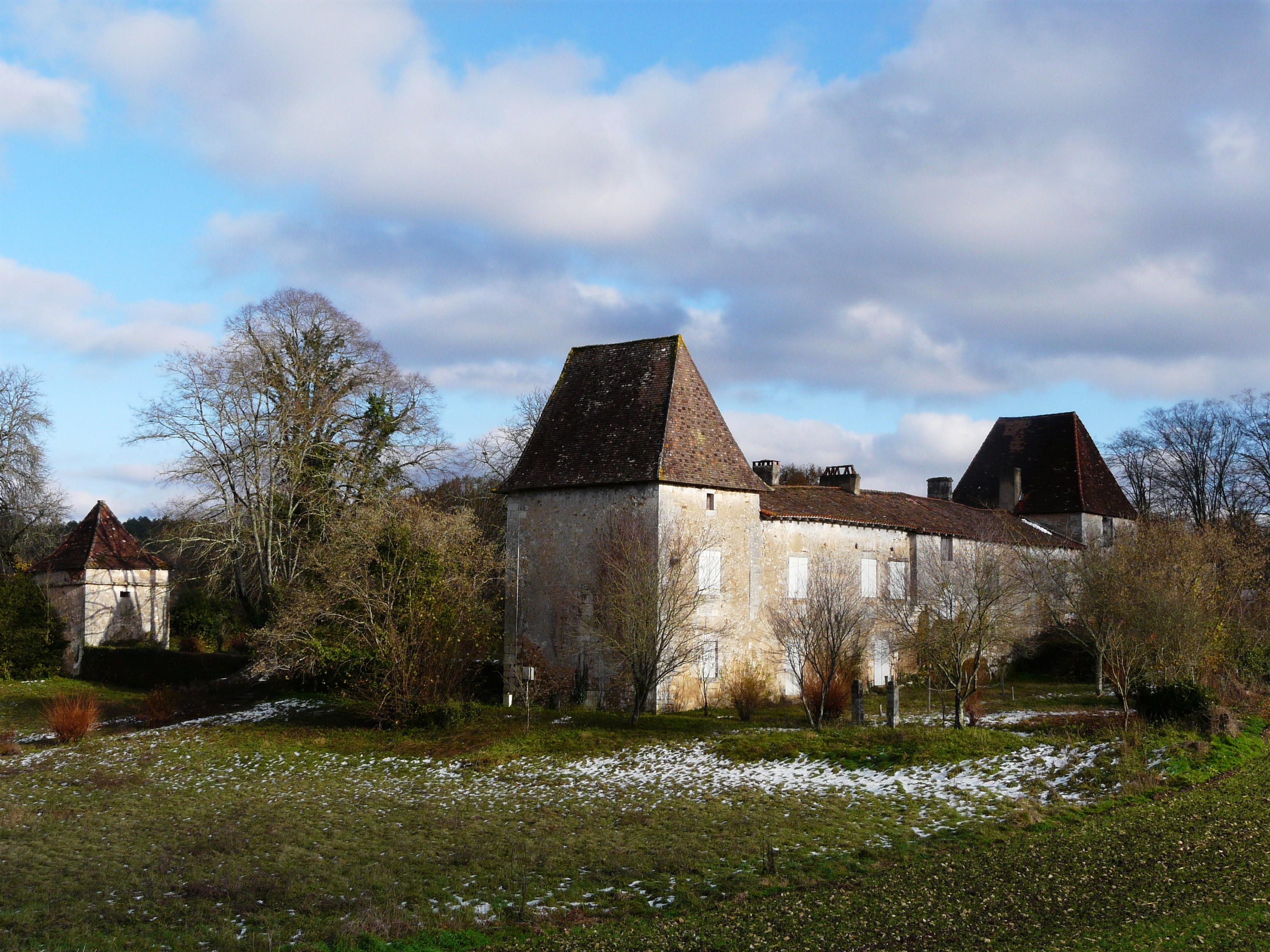
Herrensitz Manoir de la Guionie
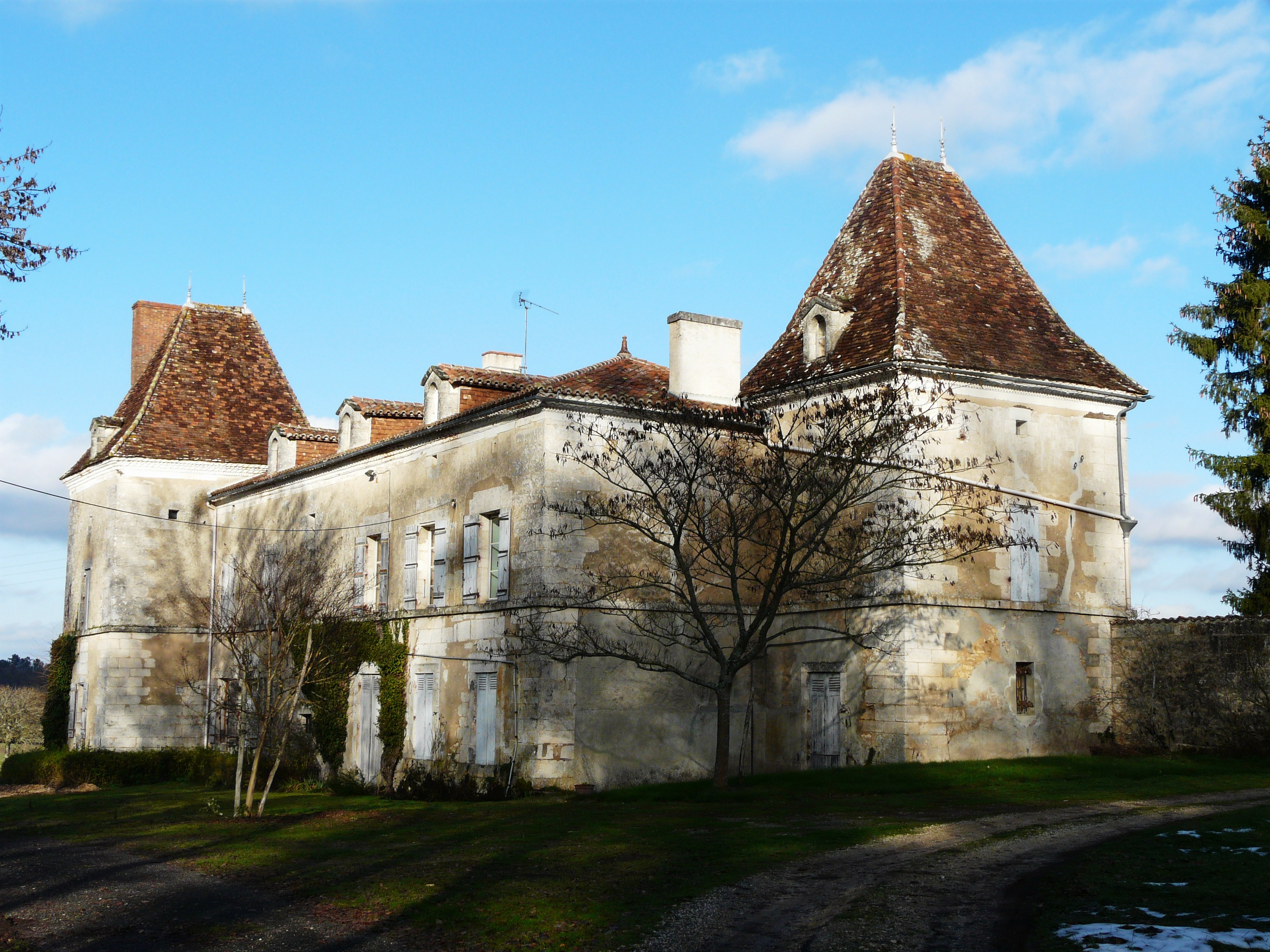
Das Schloss Château de Feydoux
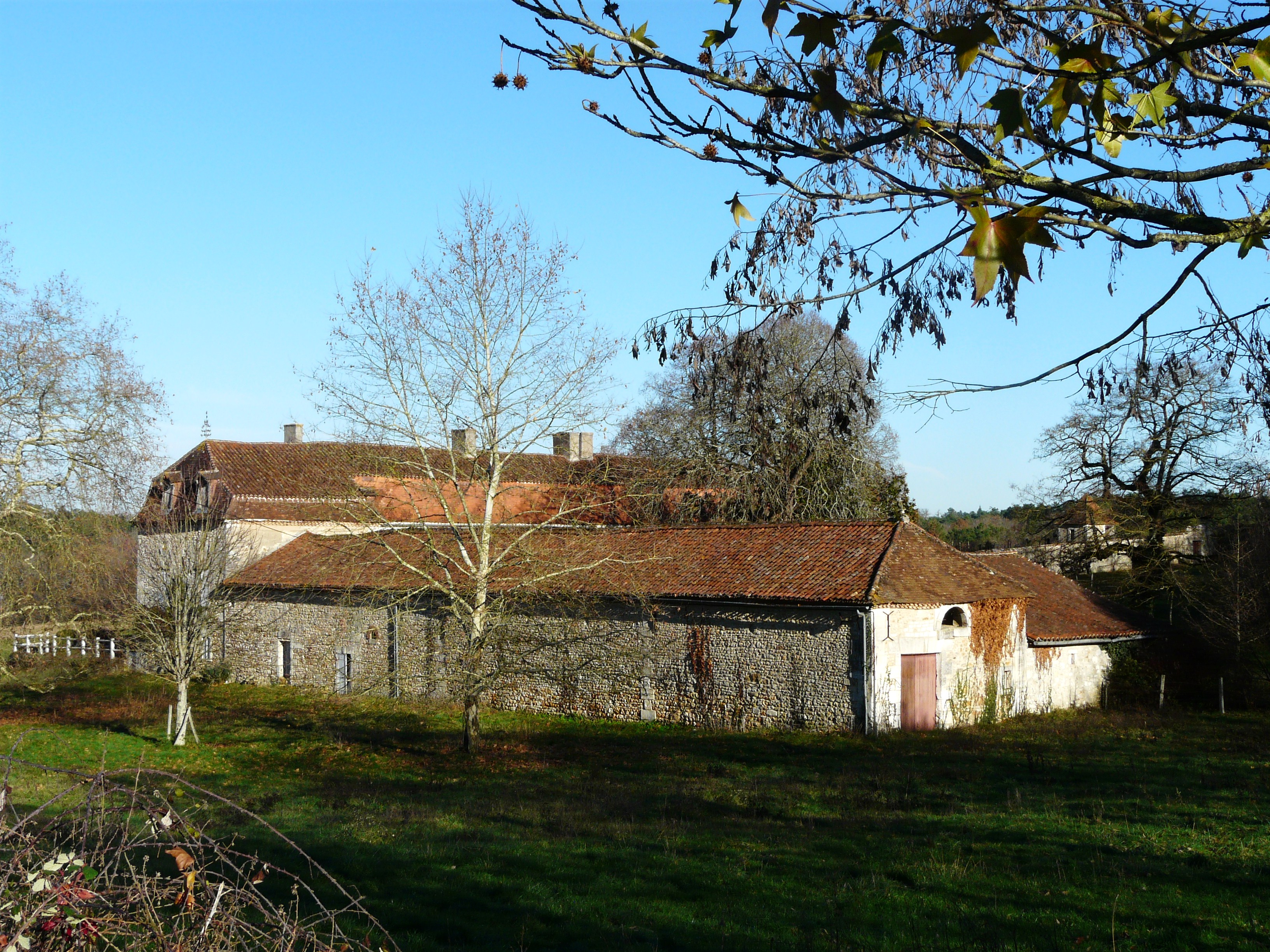
Das Castel de la Coudercherie